# Agios Nikolaos
Agios Nikolaos este un oraș-port în insula grecească Creta.
Se află în estul insulei, la vest de orașul Sitia, la Marea Mediterană. În anul 2001 orașul avea 10.906 de locuitori.
Numele Agios Nikolaos înseamnă Sfântul Nicolae, Nicolae fiind patronul marinarilor. Accentul se pune pe a doua silabă a cuvântului "Nikolaos".